# Melitopol
Melitopol (ukr. Мелітополь) – miasto położone w południowo-wschodniej części Ukrainy, w obwodzie zaporoskim. Od 2022 pod okupacją rosyjską.
W mieście znajduje się stacja kolejowa. W pobliżu miasta znajduje się pomnik przyrody Kamiana Mohyła.

## Religia
W 2006 r. posługę duszpasterską wśród tutejszych katolików rozpoczęli księża michalici, którzy przybyli z Polski. W 2018 r. został poświęcony zbudowany tu przez nich kościół Wniebowzięcia Matki Bożej i św. Michała Archanioła. Kościół ten został przekazany diecezji charkowsko-zaporoskiej.
Przed II wojną światową w Melitopolu mieszkało około 6 tys. Żydów. W październiku 1941 roku, po zajęciu miasta przez wojska niemieckie, blisko 2 tys. Żydów zostało zamordowanych przez funkcjonariuszy Sonderkommando 10a w masowej egzekucji w pobliżu mostu nad Mołoczną.

## Demografia
| 1939   | 1943   | 1959*  | 1973    | 1979    | 1989    | 2001    | 2008    | 2009    | 2012    |
| ------ | ------ | ------ | ------- | ------- | ------- | ------- | ------- | ------- | ------- |
| 76 000 | 65 000 | 95 000 | 146 000 | 160 664 | 173 385 | 167 655 | 158 450 | 158 063 | 157 470 |

## Wojna rosyjsko-ukraińska
26 lutego 2022 r. wojska rosyjskie wkroczyły do Melitopola i całkowicie zajęły obszar miasta do 1 marca 2022 r..
W kwietniu 2022 r. wojsko i przedstawiciele administracji okupacyjnej wykradli z Muzeum Historii Regionalnej w Melitopolu wartościowe eksponaty historyczne i kulturowe. Wśród skradzionego mienia była kolekcja złota scytyjskiego.
Od początku wojny w mieście i jego okolicach działa ruch partyzancki, który rekrutuje się z miejscowej ludności. Partyzanci zajmują się atakowaniem rosyjskiej logistyki oraz likwidacją kolaborantów i rosyjskich oficerów. Aktywnie współpracują z ukraińskim wywiadem.
30 września 2022, na mocy nielegalnego referendum, miasto wraz z terytorium obwodu zaporoskiego i trzech innych obwodów ukraińskich, zostało jednostronnie włączone do Federacji Rosyjskiej poprzez aneksję. Dla FR tymczasowa stolica nielegalnie przyłączonego obwodu zaporoskiego.

## Miasta partnerskie
- Brive-la-Gaillarde